# Cyril Gueï
Cyril Gueï (* 14. Dezember 1977 in Paris) ist ein französischer Schauspieler.

## Leben
Cyril Gueï studierte ab 1997 am Conservatoire national supérieur d’art dramatique.
Nach dem Abschluss im Jahre 2000 begann er seine Theaterkarriere. In Deutschland ist er am meisten bekannt durch seine Rolle als Dr. Timothée Glissant in mehreren Folgen der Serie Agatha Christie: Mörderische Spiele. 

## Filmografie (Auswahl)
- 2006: Geheime Staatsaffären (L’Ivresse du pouvoir)
- 2008: L’Autre
- 2010: Profiling Paris (Profilage, Fernsehserie, 1 Folge)
- 2011: Der Fang (Gibier d'élevage)
- 2013: Grigris Glück (Grigris)
- 2013: Diven im Ring (Les reines du ring)
- 2013: Joséphine
- 2014: Mary Higgins Clark: Mysteriöse Verbrechen – Denn vergeben wird Dir nie (Collection Mary Higgins Clark, la reine du suspense; Fernsehserie, Folge: Toi que j'aimais tant)
- 2016: Joséphine s'arrondit
- 2016–2020: Agatha Christie: Kleine Morde/Mörderische Spiele (Les Petits Meurtres d’Agatha Christie) (Fernsehserie, 14 Folgen)
- 2021: Julie – Eine Frau gibt nicht auf (À plein temps)
- 2023: More Than Strangers